# Cyclanthera langaei
Cyclanthera langaei är en gurkväxtart som beskrevs av Célestin Alfred Cogniaux. Cyclanthera langaei ingår i släktet springgurkor, och familjen gurkväxter. Inga underarter finns listade i Catalogue of Life.